# Czegiem
Czegiem – miasto w Rosji, w Kabardo-Bałkarii. W 2010 roku liczyło 18 019 mieszkańców.